# Eraldo Patrucco
Eraldo Patrucco (Casale Monferrato, 22 marzo 1906 – Castelnuovo Scrivia, 1977) è stato un calciatore italiano, di ruolo ala destra.

## Carriera
Giocò per cinque stagioni al Casale, disputando tre stagioni in Divisione Nazionale, una in Serie B e una in Serie A.
Nella stagione 1946-1947 allena il Casale.

## Statistiche

### Presenze e reti nei club
| Stagione        | Squadra         | Campionato      | Campionato | Campionato | Totale   | Totale |
| Stagione        | Squadra         | Comp            | Presenze   | Reti       | Presenze | Reti   |
| --------------- | --------------- | --------------- | ---------- | ---------- | -------- | ------ |
| 1926-1927       | Casale          | DN              | 3          | 0          | 3        | 0      |
| 1927-1928       | Casale          | DN              | 30         | 0          | 30       | 0      |
| 1928-1929       | Casale          | DN              | 18         | 0          | 18       | 0      |
| 1929-1930       | Casale          | B               | 32         | 0          | 32       | 0      |
| 1930-1931       | Casale          | A               | 4          | 0          | 4        | 0      |
| Totale Casale   | Totale Casale   | Totale Casale   | 87         | 0          | 87       | 0      |
| Totale carriera | Totale carriera | Totale carriera | 87         | 0          | 87       | 0      |

## Palmarès

### Giocatore

#### Competizioni nazionali
- Serie B: 1

Casale: 1929-1930